# Akademische Verbindung Igel Tübingen
Die Akademische Verbindung Igel ist eine seit 1871 bestehende Studentenverbindung an der Eberhard Karls Universität Tübingen.

## Couleur
Die A.V. Igel ist nichtschlagend, als schwarze Verbindung nicht-farbentragend und führt auch keine Farben, sondern besitzt nur die „Spottfarben“ schwarzgrau, mausgrau und silbergrau. Das hängt mit der Geschichte des Igels zusammen, der als Verbindung begründet wurde, um andere Verbindungen mit ihren Ritualen und Farben ins Lächerliche zu ziehen. Da der Igel keine richtigen Farben besitzt und diese Distanziertheit von einer normalen Verbindung auch ausdrücken will, weht auf seines Daches Mast keine Flagge in seinen Farben, sondern immer die Flagge der höchsten politischen Ordnung (bis in die 1990er Jahre die Deutsche Flagge, seit etwa 1995 die Europaflagge). Der Igel ist politisch und konfessionell neutral.
Die A.V. Igel gehört heute keinem Dachverband o. ä. mehr an. Der Igel war 1952 Gründermitglied des Wernigeroder Schwarzen Verbandes (WSR), der sich 1973 mit dem Miltenberger Ring (MR) zum Miltenberger-Wernigeroder-Ring (MWR) verband. Ende der 1980er Jahre trat der Igel aus dem Miltenberger-Wernigeroder-Ring aus.
Die Verbindung versteht sich als Freundschaftsbund und als eine Gemeinschaft auf Lebenszeit. Seine Devisen sind Igel sei’s Panier und Telorum aeterna seges („Ewig die Saat der Stacheln“).

## Verbindungshaus

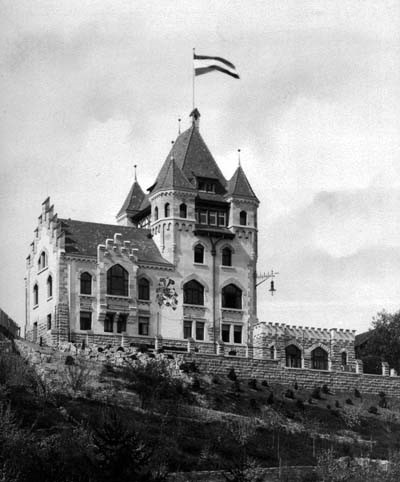
Igelhaus nach der Fertigstellung (1902 oder kurz danach)

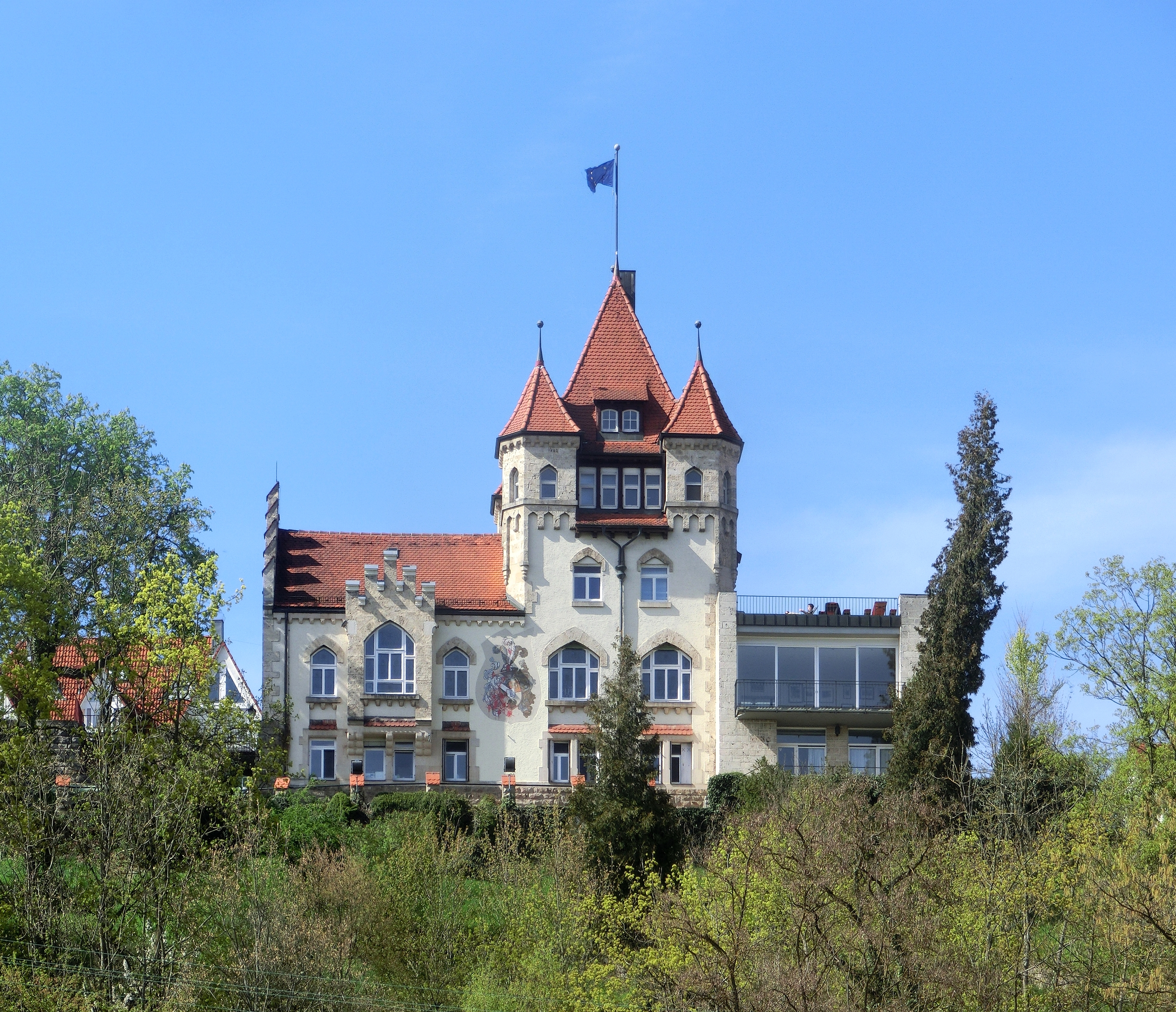
Das Igelhaus (2016)

Das Verbindungshaus (48° 31′ 8,1″ N, 9° 2′ 51,7″ O) der A.V. Igel wurde in der Schlossbergstraße im Jahre 1902 erbaut (Architekt Adolf Schiedt). In den 1960er Jahren wurde ein umfassender An- bzw. Umbau vorgenommen, durch den unter anderem der Eingangsbereich neu gestaltet wurde. Der ursprüngliche Hauboden musste zwei Aktivenzimmern und dem heutigen Cafézimmer weichen.
Das Haus wurde im Jahre 2002 aus Anlass des hundertjährigen Hausjubiläums saniert. Das Cafézimmer, Vestibül sowie der Haupteingang wurden im Jahre 2014/15 mit Umsetzung von Brandschutzauflagen umgestaltet und renoviert.

## Persönlichkeiten
- Richard Abegg (1869–1910), Professor der Chemie
- Walter Atorf (1910–1998), Präsident des Rechnungshofs Baden-Württemberg
- Heinz Autenrieth (1906–1984), Jurist, Ministerialdirigent
- Robert Barth (1886–1959), Präsident des Verwaltungsgerichtshofs und des Staatsgerichtshofs Württemberg-Hohenzollern
- Johannes Bollmann (1873–1944), Bremer Finanzpräsident
- Dietrich Bonhoeffer (1906–1945), Theologe, Widerstandskämpfer gegen das NS-Regime
- Karl Bonhoeffer (1868–1948), Professor der Psychiatrie und Neurologie
- Otto Bonhoeffer (1864–1932), Manager
- Rudolf Buchner (1908–1985), Historiker
- Rudolf Bultmann (1884–1976), evangelischer Theologe und Philosoph
- Peter Cramer (1932–2009), Rechtswissenschaftler
- Hermann Cuhorst (1899–1991), Vorsitzender des Stuttgarter Sondergerichts
- Ernst Delbrück (1858–1933), deutscher Mathematiker, Präsident des Statistischen Reichsamts
- Constantin von Dietze (1891–1973), Agrarwissenschaftler, Jurist, Volkswirt und Theologe; Widerstandskämpfer gegen das NS-Regime
- Walter Dreß (1904–1979), evangelischer Theologe und Pfarrer, Professor in Berlin
- Ulrich Dürr (* 1944), Bundesrichter am Bundesfinanzhof a. D.
- Hans Jürgen Ehlers (1926–2013), Buchhändler und Erfinder der ISBN
- Hansjörg Eiff (1933–2019), Botschafter
- Georg Eisenlohr (1887–1951), Jurist
- Volker Ellenberger (* 1955), Präsident des Verwaltungsgerichtshofs Baden-Württemberg
- Hermann Entholt (1870–1957), Historiker und Archivdirektor in Bremen
- Otto Fischer (1886–1948), Kunsthistoriker und Museumsdirektor
- Robert Fischer (1911–1983), Präsident des Bundesgerichtshofs
- Walther Fischer (1882–1969), Professor für Pathologie und Universitätsrektor
- Bruno Fleischer (1874–1965), Professor der Augenheilkunde
- Robert Gaupp (1870–1953), em. o. Professor der Psychiatrie, Eugeniker
- Ulrich Gauß (* 1932), Oberbürgermeister von Waiblingen
- Kurt Geiger (1914–2009), Politiker, Ministerialdirektor
- Paul Gieseke (1888–1967), Jurist, Hochschullehrer und Politiker (DVP)
- Peter Goeßler (1872–1956), Historiker, Direktor des Württ. Landesamtes für Denkmalpflege
- Erich Haag (1901–1981), Altphilologe und Gymnasialdirektor
- Eugen Hähnle (1873–1936), Mitglied des Reichstags
- Karl Heck (1896–1997), Richter des Bundesverfassungsgerichts
- Philipp von Heck (1858–1943), deutscher Jurist
- Wilhelm Heinzelmann (1892–1968), Landgerichtsdirektor und Politiker
- Rudolf Herzog (1871–1953), Professor der Klassischen Philologie
- Friedrich Heyer (1908–2005), Professor für Theologie
- Karl Hofmeister (1886–1972), Präsident des Rechnungshofs Württemberg-Hohenzollern bzw. Präsident des Rechnungshofs Württemberg-Baden
- Ernst Holzinger (1901–1972), Kunsthistoriker
- Felix O. Höring (1902–1984), Mediziner
- Eduard Kern (1887–1972), Rechtswissenschaftler
- Hartmut Kilger (* 1943), Präsident des Deutschen Anwaltvereins
- Arnulf Klett (1905–1974), Oberbürgermeister von Stuttgart
- Ottheinrich Knödler (1930–2015), Fernsehpfarrer der ARD, Fernsehbeauftragter der Evangelischen Landeskirche in Württemberg
- Max Knöpfle (1884–1949), Landrat
- Manfred König (1935–2019), Ministerialdirektor
- Reinhard Köstlin (1875–1957), Verwaltungsjurist und Präsident im Staatsministerium Baden-Württemberg
- Burkhard Kommerell (1901–1990), Arzt für innere Medizin und Radiologe
- Fritz Krauss (1898–1978), Marineoffizier
- Rudolf Krauß (1861–1945), Literaturwissenschaftler und Geheimer Archivrat
- Ferdinand Kutsch (1889–1972), Prähistoriker und Museumsdirektor
- Johannes Lahusen (1884–1918), Historiker und Archivar
- Hans Heinrich Maaß-Radziwill (1936–2021), Jurist
- Karl Mandry (1866–1926), Justizminister von Württemberg
- Adolf Merckle (1934–2009), Industrieller, Gründer des Pharmaunternehmens ratiopharm
- Johann Diedrich Noltenius (1911–1979), Bremer Senator und Bankdirektor
- Carl von Noorden (1858–1944), Geheimer Medizinalrat, Professor der Inneren Medizin
- Christoph Palm (* 1966), Oberbürgermeister von Fellbach und ehem. Landtagsabgeordneter
- Walther Pfeilsticker (1880–1969), Frauenarzt und Genealoge
- Theodor Pfizer (1904–1992), Oberbürgermeister von Ulm
- Thomas Raiser (1935–2024), Professor für Bürgerliches Recht
- Ulrich Ramsauer (* 1948), Vorsitzender Richter am Hamburgischen Oberverwaltungsgericht a. D. und Professor an der Universität Hamburg
- Friedrich Rauers (1879–1954), Professor für Wirtschaftsgeschichte und Oberarchivrat
- Andreas Renschler (* 1958), Mitglied des Vorstands der Volkswagen AG
- Friedrich Roemer (1912–1996), Regierungspräsident von Nordwürttemberg bzw. Stuttgart
- Hans Sachs (1874–1947), Geheimer Regierungsrat, Mitglied des Reichstags
- Joseph Victor von Scheffel (1826–1886), Dichter und Schriftsteller
- Alfred Schittenhelm (1874–1954), Professor der Inneren Medizin
- Rüdiger Schleicher (1895–1945), Professor für Luftfahrtrecht, Widerstandskämpfer gegen das NS-Regime
- Wilhelm Schmid (1859–1951), Professor der Klassischen Philologie
- Arnold Schmidt-Brücken (1905–1986), MdL (Baden-Württemberg), Bürgermeister
- Reinhold Scholl (1878–1966), Verwaltungsjurist
- Hans Georg Siebeck (1911–1990), Verleger
- Rudolf Stadelmann (1902–1949), Historiker
- Roderich Stintzing (1854–1933), Mediziner
- Wolfgang Stock (1874–1956), Professor der Augenheilkunde
- Hans Stoll (1926–2012), Rechtswissenschaftler
- Eberhard Teuffel (1887–1945), Reichsgerichtsrat
- Ulrich Tukur (* 1957), Schauspieler
- Robert Uhland (1916–1987), Ltd. Staatsarchivdirektor
- Karl Vossler (1872–1949), Professor für Romanistik und Universitätsrektor
- Alfred Weber (1868–1958), Professor der Staats- und Sozialwissenschaften
- Helmut Weber (1917–1963), Oberbürgermeister von Waiblingen
- Klaus Wegenast (1929–2006), Professor für Theologie und Religionspädagoge
- Eugen Wendel (1864–1942), Generalarzt
- Kuno Graf von Westarp (1864–1945), Politiker, Mitglied des Reichstags
- Claus Westermann (1909–2000), Professor der Theologie
- Rüdiger Zuck (1932–2023), Rechtsanwalt